# Lamont (Iowa)
Pour les articles homonymes, voir Lamont.
Lamont est une ville du comté de Buchanan, en Iowa, aux États-Unis. Elle est fondée en 1852. Un bureau de poste y est installé en 1875. Elle devient une gare de la ligne de chemin de fer Chicago Great Western Railroad en 1886. Elle est incorporée le 10 décembre 1892.

## Source de la traduction
- (en) Cet article est partiellement ou en totalité issu de l’article de Wikipédia en anglais intitulé « Lamont, Iowa » (voir la liste des auteurs).